# Phrynocephalus sakoi
Phrynocephalus sakoi (лат.) — вид агамовых ящериц из рода круглоголовок. Эндемик Омана.

## Внешний вид
Мелкая агама с уплощённым телом и головой. Длина туловища до 5,7 см. Ушное отверстие отсутствует. Чешуи верхневисочной области увеличены. Между глазом и губой обычно 3—4 ряда чешуй. Пальцы с гребешками удлинённых чешуй. Под четвёртыми пальцами задних ног чешуи килеватые. Каллозных чешуй нет ни у самцов, ни у самок. Хвост достигает 1,2 длины туловища, с чёрным рисунком на конце. Способен закручиваться для коммуникации. Окраска спинной стороны тела зависит от субстрата и может меняться в брачный период. У самок может быть рисунок из ярко-оранжевых пятен и полос на голове, шее и спине. Схожим рисунком обладают самцы, но у них пятна и полосы чёрные.

## Распространение
Обитает только на песках Эш-Шаркия на северо-востоке Омана, являясь эндемиком. Встречается на высоте до 400 м над уровнем моря.

## Образ жизни
Ведёт дневной образ жизни. Хорошо адаптирован к жизни в пустыни. Днём обычно стоит на раскалённых песках на кончиках пальцев и пятках с закрученным хвостом, ожидая проходящих мимо насекомых. В случае опасности быстро убегает. Способен закапываться в песок.

## Таксономия и филогения
Описан в 2015 году учёными из Зоологического института РАН, Зоологического музея МГУ и университета короля Сауда. Назван в честь герпетолога Сако Борисовича Туниева (1983—2015).
Относится к группе видов Phrynocephalus maculatus. Филогенетические отношения между видами этой группы представлены на кладограмме:

|  | Phrynocephalus sakoi     |
|  |                          |
|  | Phrynocephalus nejdensis |
|  |                          |

|  | Phrynocephalus ahvazicus |
|  |                          |
|  | Phrynocephalus arabicus  |
|  |                          |

|  | Phrynocephalus sakoi     |
|  |                          |
|  | Phrynocephalus nejdensis |
|  |                          |

|  | Phrynocephalus ahvazicus |
|  |                          |
|  | Phrynocephalus arabicus  |
|  |                          |

|  | Phrynocephalus sakoi     |
|  |                          |
|  | Phrynocephalus nejdensis |
|  |                          |

|  | Phrynocephalus ahvazicus |
|  |                          |
|  | Phrynocephalus arabicus  |
|  |                          |

|  | Phrynocephalus sakoi     |
|  |                          |
|  | Phrynocephalus nejdensis |
|  |                          |

|  | Phrynocephalus ahvazicus |
|  |                          |
|  | Phrynocephalus arabicus  |
|  |                          |